# Shabak (peuple)
Pour l’article homonyme, voir Shin Bet.
Les Shabaks (arabe: الشبك) sont un groupe ethno-religieux minoritaire d'Irak. Ils demeurent principalement au sein de 35 villages dans la province de Ninive. Parlant le shabaki (en), idiome nord-iranien de la sous-famille kurde Zaza-Gorani, ils sont au nombre de 60 000. Environ 70 % d'entre eux seraient des musulmans chiites duodécimains, tandis que le reste est composé de musulmans sunnites.